# راي ساندرز
راي ساندرز (بالإنجليزية: Ray Sanders)‏ هو لاعب كرة قاعدة أمريكي، ولد في 4 ديسمبر 1916 في بون تير في الولايات المتحدة، وتوفي في 28 أكتوبر 1983 في واشنطن في الولايات المتحدة.

## وصلات خارجية
- راي ساندرز على موقع دوري كرة القاعدة الرئيسي (الإنجليزية)
- راي ساندرز على موقعبيزبول رفرنس.كوم (الدوري الرئيسي) (الإنجليزية)
- راي ساندرز على موقعبيزبول رفرنس.كوم (الدوري الثانوي) (الإنجليزية)
- راي ساندرز على موقع جمعية أبحاث البيسبول الأمريكية (الإنجليزية)
- راي ساندرز على موقع إي إس بي إن.كوم (أم.أل.بي) (الإنجليزية)